# They Die/Crestfallen
They Die – pierwszy singel brytyjskiego zespołu Anathema.

## Lista utworów
1. "They Die" - 07:00
2. "Crestfallen" - 07:21

## Twórcy
- Darren White - śpiew
- Vincent Cavanagh - gitara
- Duncan Patterson - gitara basowa
- Daniel Cavanagh - gitara
- John Douglas - perkusja